# Château de Portchester
Le château de Portchester (en anglais : Portchester Castle, nom latin : Portus Adurni) est un ancien fort romain situé dans la paroisse de Portchester, en Angleterre, au fond de la baie de Portsmouth. C’est probablement le fort romain le mieux conservé de toute l’Europe.

## Historique
Le fort fut construit au IIIe siècle pour protéger la côte sud de l’Angleterre contre les invasions saxonnes. C’est un fort carré de 180 mètres de côté, construit en assises de calcaire et de silex. L’enceinte est complète. Le quart nord-ouest est occupé par un château normand du début du XIIe siècle bâti par le fils de Guillaume le Conquérant. L’enceinte abrite aussi une petite chapelle du XIIe siècle, au coin sud-est.
Cet ensemble doit son excellente conservation à une utilisation continue de près de seize siècles : il servit jusqu’au XIXe siècle. Château royal, il fut le point de départ des invasions anglaises vers la France pendant la guerre de Cent Ans. S'y embarquèrent, notamment, Édouard III en 1346 (Crécy) et Henri V en 1415 (Azincourt).
C'est à Porchester qu'Édouard III établira son quartier général avant son débarquement sur les côtes normandes. Début juillet, il y signe divers mandements et invite le prince de Galles à le rejoindre sur la nef royale.
Plus de 7 000 prisonniers des guerres révolutionnaires et napoléoniennes y furent détenus, y compris 2000 hommes, femmes et enfants des Iles du vent.
Le monument, aujourd’hui géré par l’English Heritage, est ouvert aux visiteurs.

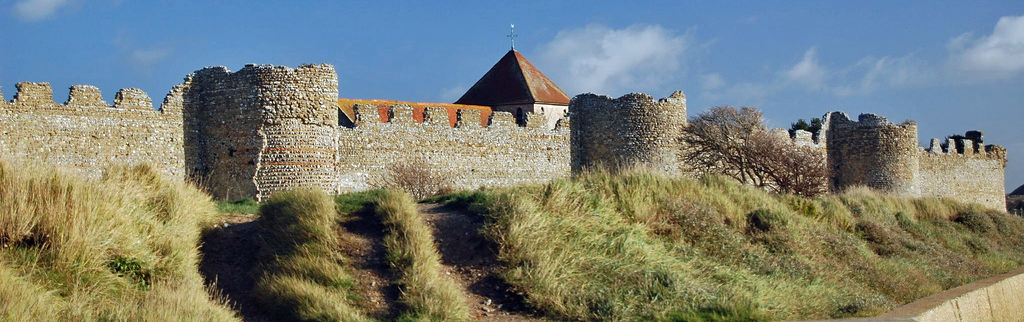
Enceinte romaine du fort.

## Description
Le château normand, venu s'ajouter au XIIe siècle à la forteresse romaine, est pourvu d'un monumental donjon et de douves que remplit la mer à chaque marée haute.

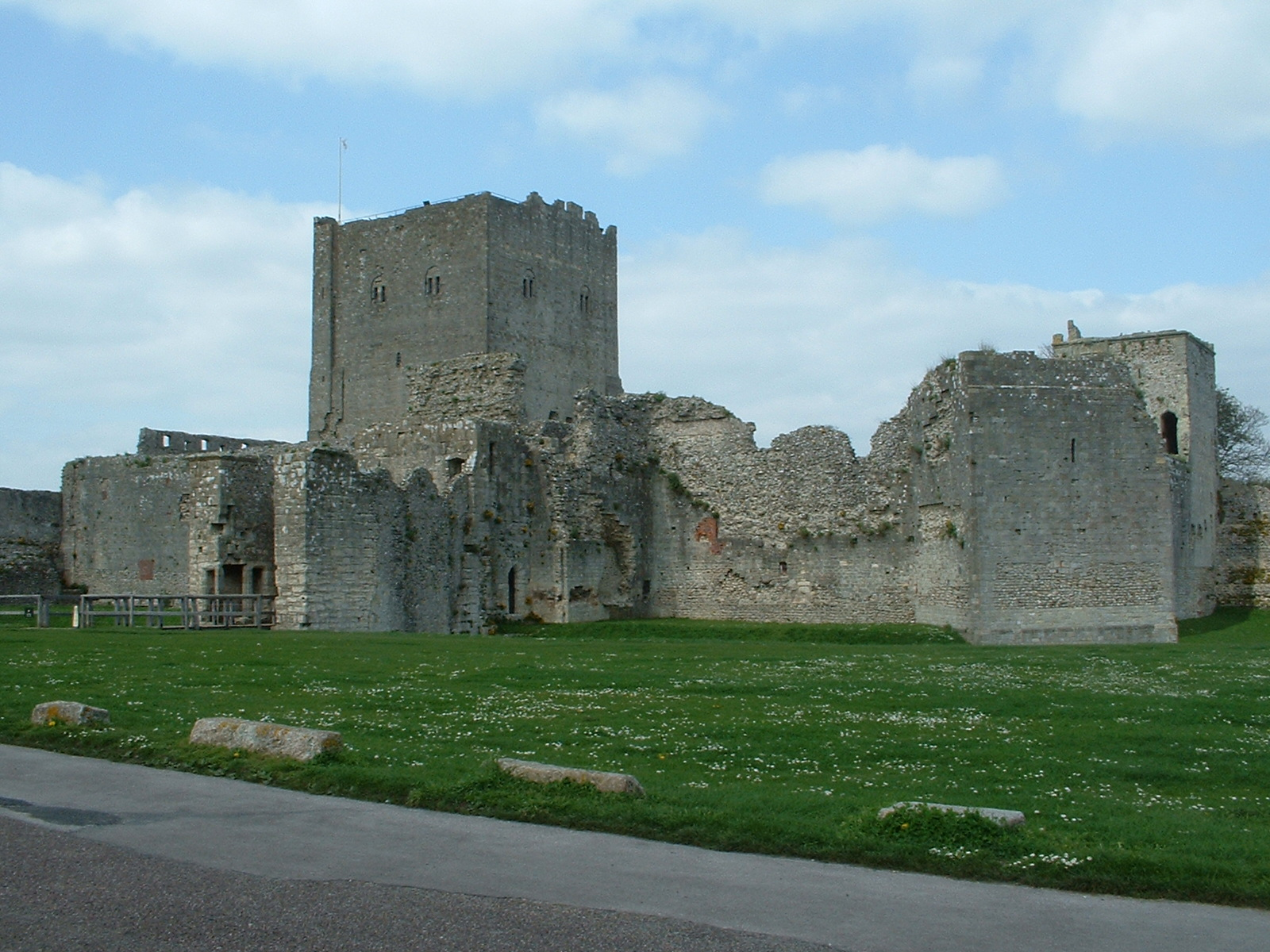
Parties normandes, à l'intérieur de l'enceinte.
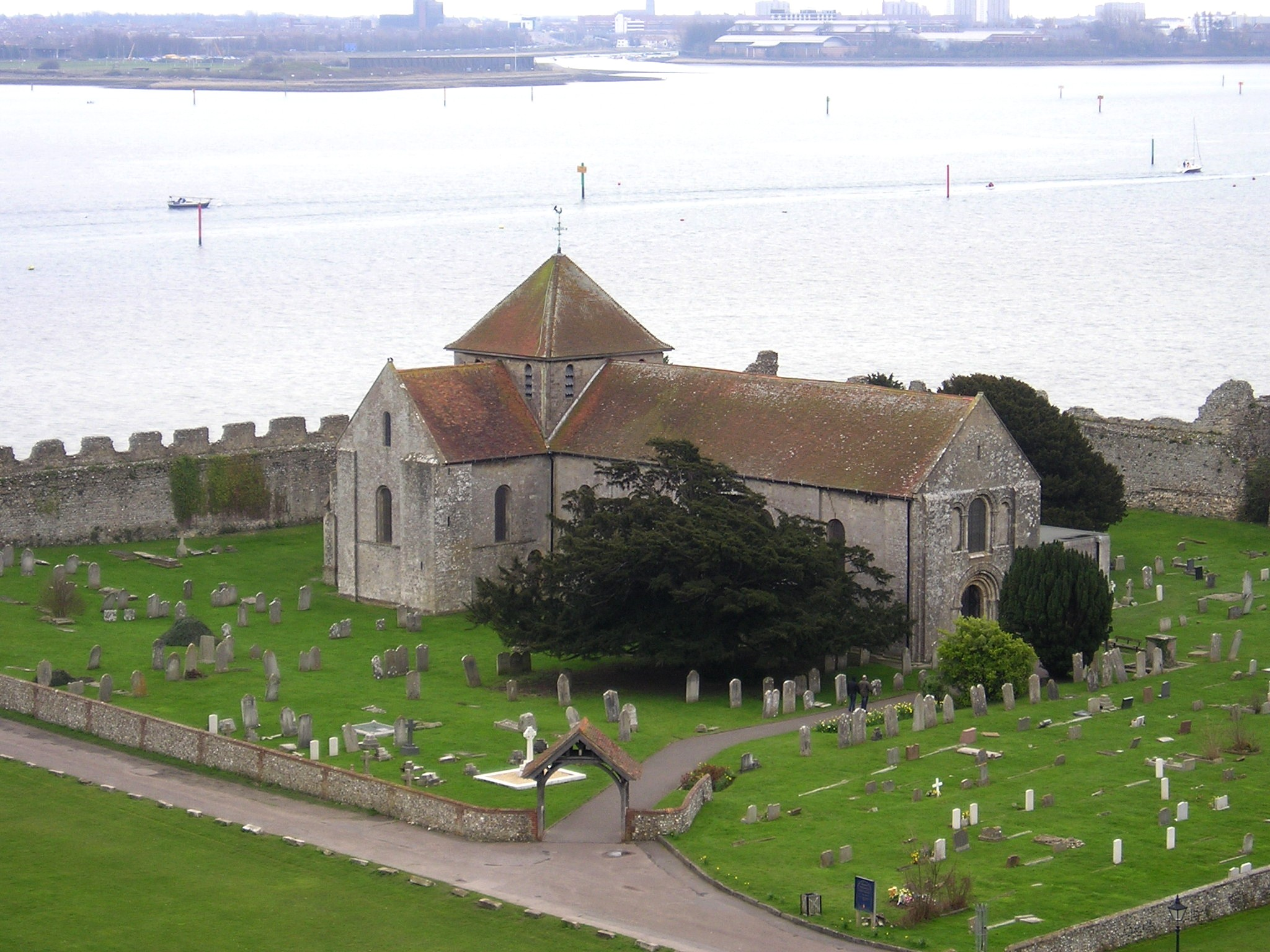
La chapelle, l'enceinte, la baie de Portsmouth.